# Весёлое (Ставищенский район)
Весёлое (укр. Веселе) — село, входит в Ставищенский район Киевской области Украины.
Население по переписи 2001 года составляло 1 человек. Почтовый индекс — 09420. Телефонный код — 4564. Код КОАТУУ — 3224286802.

## Местный совет
09420, Київська обл., Ставищенський р-н, с. Стрижавка, вул. Радянська, 82